# 樹幹

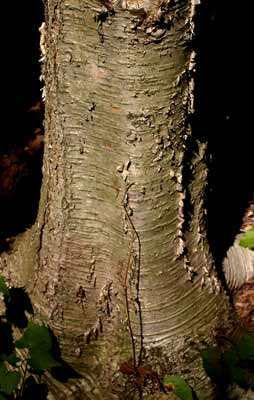
キハダカンバの根元部分の樹幹

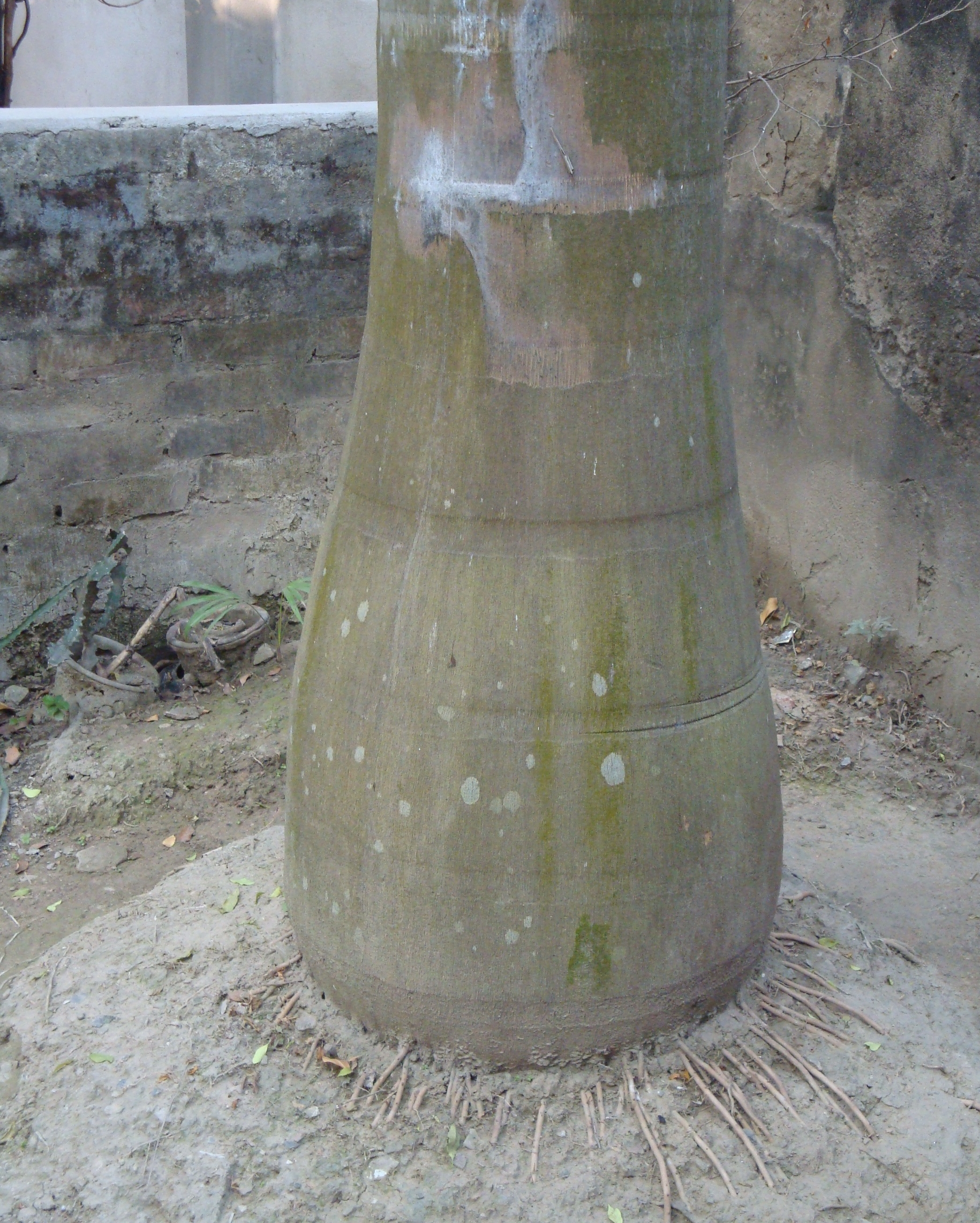
ダイオウヤシの樹幹

樹幹（じゅかん、Trunk）は、樹木の地上部のうち枝や葉を除いた部分（幹）のこと。

## 特徴
高木性樹木では、針葉樹では一部の樹種を除いて単幹、広葉樹では幹下部は単幹で上方で複数に分岐するものが多い。幹形は孤立木と林内木でも異なり、孤立木では根元が太く幹の上下の直径の差が大きく（いわゆるウラゴケ）、林内木では根元径が比較的小さく幹の上下の直径の差の小さい（いわゆる完満）であることが多い。
樹幹の太さ（完満さ）を完満度といい、形状比などの数値で表す。形状比は樹高を胸高直径で割った値であり、数値が大きいほど風害や雪害への抵抗力が弱く倒木しやすい。
なお、木材の体積を示す材積は立木に用いられることがあるが、その場合は枝条を含むときと樹幹だけの場合がある。